# Pingyin
Pingyin léase Ping-Yín (en chino:平阴县, pinyin:Píngyīn Xiàn, literalmente:paso elevado) es un condado  bajo la administración directa de la Subprovincia de  Jinan, capital provincial de Shandong , República Popular China. El condado yace en una llanura con una altitud promedio de 50 m s. n. m. ubicada a 65 km del centro financiero de la ciudad. Su área total es de 715 km² y su población proyectada para 2010 fue de 688 415 habitantes.

## Administración
El condado de Pingyin se divide en 8 poblados que se administran en 2 subdistritos y 6 poblados, estos a su vez se dividen en administraciones pequeñas llamadas aldeas .
| Mapa                                                            | Mapa     | Mapa                | Mapa   | Mapa         | Mapa      | Mapa     |
| --------------------------------------------------------------- | -------- | ------------------- | ------ | ------------ | --------- | -------- |
| Xiàozhí Ānchéng Méiguī Yúshān Jǐnshuǐ Dōng'ē Hóngfànchí Kǒngcūn |          |                     |        |              |           |          |
| Código                                                          | Chino    | División            | Aldeas | Área （km²） | Población | Teléfono |
| 370124000                                                       | 平阴县   | Condado Pingyin     |        |              |           | 250400   |
| 370124001                                                       | 榆山街道 | Subdistrito Yúshān  | 31     | 90           | 100 000   | 250499   |
| 370124002                                                       | 锦水街道 | Subdistrito Jǐnshuǐ | 22     | 40           | 31 074    | 250499   |
| 370124102                                                       | 东阿镇   | Poblado Dōng'ē      | 55     | 95           | 38 452    | 250401   |
| 370124103                                                       | 孝直镇   | Poblado Xiàozhí     | 64     | 143          | 62 892    | 250402   |
| 370124104                                                       | 孔村镇   | Poblado Kǒngcūn     | 47     | 126          | 40 453    | 250403   |
| 370124105                                                       | 洪范池镇 | Poblado Hóngfànchí  | 34     | 115          | 26 852    | 250405   |
| 370124106                                                       | 玫瑰镇   | Poblado Méiguī      | 48     | 136          | 46 792    | 250407   |
| 370124107                                                       | 安城镇   | Poblado Ānchéng     | 44     | 122          | 40 018    | 250409   |